# Trachypleurosum labyrinthostoma
Trachypleurosum labyrinthostoma är en rundmaskart. Trachypleurosum labyrinthostoma ingår i släktet Trachypleurosum och familjen Trachypleurosidae. Inga underarter finns listade i Catalogue of Life.